# Ksafan
Ksafan, drugorazredni demon i jedan od palih anđela koji je sudjelovao u Sotoninoj pobuni protiv Boga. Prema djelu Dictionnaire Infernal iz 1818. godine, predložio je nezadovoljnim pobunjenim anđelima da podmetnu požar na nebu. Cijenjen je među demonima zbog svoje inovativnosti. Poslije poraza pao je s ostalim pobunjenim anđelima u ponor gdje mu je dužnost održavanje žari u pećima, pri čemu koristi usta i ruke. Njegov simbol je mijeh.